# Französische Badmintonmeisterschaft 1999
Die Französische Badmintonmeisterschaft 1999 fand in Lille statt. Es war die 50. Austragung der nationalen Titelkämpfe im Badminton in Frankreich.

## Titelträger
| Disziplin    | Sieger                          |
| ------------ | ------------------------------- |
| Herreneinzel | Bertrand Gallet                 |
| Dameneinzel  | Elodie Eymard                   |
| Herrendoppel | Manuel Dubrulle Vincent Laigle  |
| Damendoppel  | Sandra Dimbour Tatiana Vattier  |
| Mixed        | Manuel Dubrulle Tatiana Vattier |